# Mark Pack
Mark Anthony Pack (nacido el 27 de julio de 1970) es un político británico que se ha desempeñado como presidente de los Liberales Demócratas desde el 1 de enero de 2020. Como la líder anterior del partido, Jo Swinson, perdió su escaño en las elecciones generales del Reino Unido en diciembre de 2019, Pack y Ed Davey también son co- líderes en funciones de los Liberal Demócratas.

## Carrera
Pack estudio Historia y Economía en la Universidad de York de 1988 a 1991. Luego realizó un doctorado en historia, estudiando las elecciones del siglo XIX, inicialmente en la Universidad de Exeter, antes de ser transferido a la Universidad de York para completarlo, en 1994. Luego trabajó para los Demócratas Liberales desde 2000 hasta el 2009. 
Estuvo en el consejo editorial del Journal of Liberal History. Fue profesor visitante en la City University.
Pack comenzó a trabajar para los demócratas liberales en 2000. Fue Jefe de Innovaciones en el partido, dirigiendo las campañas de elecciones generales por Internet de 2001 y 2005. Fue el Gerente de campaña para el distrito electoral Hornsey & Wood Green de 1998 a 2005. Pack es un bloguero liberal demócrata desde hace mucho tiempo. Fue coeditor del blog Liberal Democrat Voice hasta 2013. Desde 2011, ha editado Liberal Democrat Newswire, su boletín mensual por correo electrónico sobre el partido.
Pack se convirtió en el presidente de los Demócratas Liberales en 2019, con su candidatura apoyada por los diputados Layla Moran, y Tom Brake y la eurodiputada Catherine Bearder, entre otros. El único otro candidato fue Christine Jardine. Pack fue elegido por 14381 (58.6%) a 10164 votos (41.4%), con el resultado anunciado el 14 de diciembre de 2019. Comenzó su mandato el 1 de enero de 2020. Como Jo Swinson, anteriormente líder del partido, perdió su escaño en las elecciones generales del Reino Unido de 2019, el vicepresidente Ed Davey y el presidente del partido actúan como colíderes hasta que se pueda elegir un nuevo líder permanente. Pack asumió así el papel de colíder interino al comenzar su Presidencia el 1 de enero de 2020.

### Libros
- Bad News: What the Headlines Don't Tell Us (2020)[11]
- 101 Ways To Win An Election, with Edward Maxfield (2012)[12][13]

### artículos periodísticos
- With Darren Lilleker and Nigel Jackson, "Political Parties and Web 2.0: The Liberal Democrat Perspective", Politics, Volume 30(2), 2010, p. 105-112. doi 10.1111/j.1467-9256.2010.01373.x
- "Obama: The marketing lessons", Journal of Direct, Data and Marketing Practice, Volume 12(1), 2010, p. 2-9. doi 10.1057/dddmp.2010.17
- "The Victory Lab: Full of secrets, but can they swing an election?", Journal of Direct, Data and Marketing Practice, Volume 14(4), 2013, p. 3490353. doi 10.1057/dddmp.2013.17